# Maison comte Senard
La maison comte Senard est un manoir situé à Aloxe-Corton (Côte-d'Or) en Bourgogne-Franche-Comté.

## Localisation
Le manoir est situé à la sortie ouest du chef-lieu au croisement de la RD 115d (rue de Chaumes ou des grands crus) et de la rue de Planchot.

## Historique
De 1192 à la Révolution, une partie du domaine d'Aloxe-Corton appartient à l'abbaye Sainte-Marguerite de Bouilland qui y possède grange, maison, cuverie, cave, cour et jardin. Louis-Joseph Vuillier-Verry en devint propriétaire vers 1835 et remanie les bâtiments. L'ensemble est racheté en 1882 par Jules Senard qui fut bâtonnier de Paris et ministre de l'intérieur ; il en poursuit la réhabilitation.

## Architecture
Le petit bâtiment dit « le Pavillon » ou « la Tour » reste le seul vestige des dépendances de l'ancienne abbaye de Bouilland. La maison, parallèle à la rue, comprend un rez-de-chaussée surélevé et un étage de comble avec toit à longs-pans couvert de tuiles mécaniques. Un escalier droit parallèle à la façade sur le pignon est, menant au rez-de-chaussée surélevé. Une porte rectangulaire sous la marche palière de l'escalier donne accès au sous-sol.